# Tumulus von Kerbernez

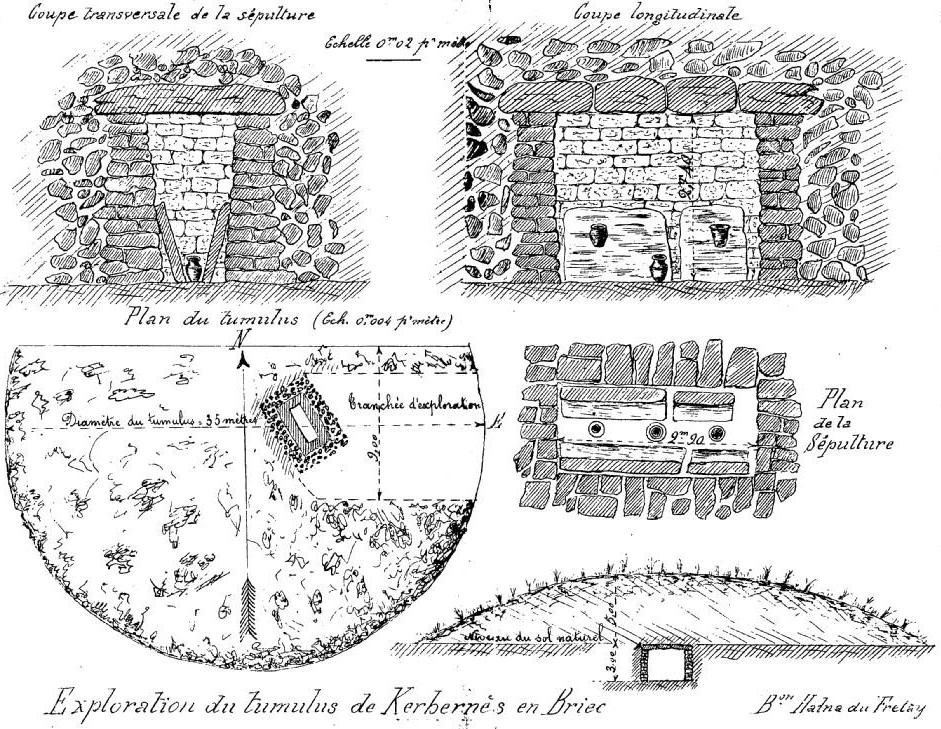
Tumulus von Kerbernez

Die Ausgrabung des Tumulus von Kerbernez nordwestlich von Kerbenez, einem zu Briec im Département Finistère in der Bretagne in Frankreich gehörenden Weiler, wird im Bulletin der Archäologischen Gesellschaft von Finistere von 1892 durch Maurice Halna du Fretay (1835–1901) beschrieben. 
Der abgetragene runde Erdhügel von etwa 35 m Durchmesser und 5,5 m Höhe lag auf einem Plateau von etwa 3,0 km Durchmesser. Das Grundstück heißt „Goarem An Tuchen“; „Goarem“ bedeutet, steiniger Boden und „Tuchenn“ ist ein Wort, das in der Cornouaille für Hügel steht. 
Unter dem Hügel lagen auf der alten Oberfläche vier konzentrische Kreise aus großen Felsbrocken und neben dem Zentrum ein Steinhügel. Unter dem Cairn lag, eingetieft in den Boden, etwa 6,0 m unter der Hügeloberfläche ein rechteckiger Dolmen vom Typ „Pierre sèche“ (aus Trockenmauerwerk) bedeckt mit vier Schieferplatten. Die langen seitlichen Wände weichen nach oben zurück, so dass der Bodenbereich wesentlich schmaler ist. Dolmen ist in Frankreich der Oberbegriff für Megalithanlagen aller Art (siehe: Französische Nomenklatur). Die kurzen Seitenwände stehen dagegen senkrecht. In der Kammer sind beidseitig große dünne Platten (je zwei lange und zwei kurze) gegen die Wand gelehnt. Im Füllboden zwischen den Platten wurden in unterschiedlicher Höhe Reste dreier Urnen gefunden. Die äußeren Urnen stehen in etwa 1,0 m entfernt von der tiefer deponierten Haupturne. Sie sind aus roter, ziemlich grober, ungleichmäßig dicker, ungebrannter Töpferware gemacht. Das  sehr harte Schieferdreieck über der Haupturne könnte Rohmaterial für eine Speerspitze sein. In der Kammer und im Hügel wurden 25 Feuersteine gefunden und im Hügel jüngere Relikte aus Eisen, Feuerstein und Urnen. Der Tumulus stammt etwa von 4000 v. Chr. aus der Jungsteinzeit und gehört zu den frühesten Megalithanlagen. Darauf deuten die Bauweise und die zugangslose Ausführung.